# Kleine saterzandoog
De kleine saterzandoog (Satyrus actaea) is een vlinder uit de onderfamilie Satyrinae van de familie Nymphalidae, de vossen, parelmoervlinders en weerschijnvlinders.
De spanwijdte bedraagt 48 tot 58 millimeter. De soort komt voor op het Iberisch Schiereiland, in Zuidoost-Frankrijk, het aangrenzende deel van Italië en in een band die loopt van Klein-Azië tot Pakistan. De vlinder vliegt tot een hoogte van 2500 meter boven zeeniveau op graslanden, rotshellingen en bij struiken.
Als waardplanten gebruikt de kleine saterzandoog allerlei grassen. De rups overwintert. De soort vliegt in één jaarlijkse generatie van juni tot augustus.